# 6590 Barolo
För andra betydelser, se Barolo.
6590 Barolo eller 1985 TA2 är en asteroid i huvudbältet som upptäcktes den 15 oktober 1985 av den amerikanske astronomen Edward L.G. Bowell vid Anderson Mesa Station. Den är uppkallad efter Barolo i Italien.
Den tillhör asteroidgruppen Eos.